# Sjöfordran
Sjöfordran är enligt 4 kap 3 § sjölagen en fordran som grundar sig på:
1. skada som har orsakats av ett fartyg genom sammanstötning eller på något annat sätt,
2. dödsfall eller personskada som har orsakats av ett fartyg eller som har inträffat i samband med driften av ett fartyg,
3. bärgning,
4. skeppslegoavtal,
5. avtal som rör befordran av gods med ett fartyg på grundval av certeparti, konossement eller liknande,
6. förlust av eller skada på gods inklusive resgods under befordran med fartyg,
7. gemensamt haveri,
8. bodmeri,
9. bogsering,
10. lotsning,
11. leverans av varor eller materiel för ett fartygs drift eller underhåll,
12. byggande, reparation eller utrustande av ett fartyg eller kostnader för dockning,
13. lön eller annan gottgörelse till befälhavaren eller annan ombordanställd på grund av dennes anställning på fartyget,
14. befälhavares utlägg samt utlägg som gjorts av avsändare, befraktare eller avlastare eller agenter för fartygets eller dess ägares räkning,
15. tvist om äganderätten till ett fartyg,
16. tvist mellan delägare till ett fartyg om äganderätten eller besittningen till fartyget eller driften av eller intäkterna från detta,
17. panträtt på grund av inteckning eller annan på avtal grundad panträtt i fartyg.[1]

## EU-rätt
Sedan Konungariket Spanien och Portugisiska republiken anslutit sig till konventionen om domstols behörighet och om verkställighet av domar på privaträttens område, kallad 1968 års konvention, kan talan väckas vid domstolar i dessa stater om det fartyg, som fordran hänför sig till, har blivit föremål för kvarstad eller liknande säkerhetsåtgärd (arrest) vid ett rättsligt förfarande inom den senare statens territorium för att säkerställa kravet och
1. käranden, har hemvist i denna stat, eller
2. fordringen har uppkommit i denna stat, eller
3. fordringen har uppkommit under den resa vid vilken säkerhetsåtgärden har vidtagits, eller
4. fordringen grundar sig på en sammanstötning eller skada orsakad av ett fartyg på ett annat eller på gods eller personer ombord på något av fartygen, som beror antingen på verkställd eller underlåten manöver eller underlåtenhet att iaktta gällande föreskrifter, eller
5. fordringen avser bärgning, eller
6. panträtt på grund av inteckning till säkerhet för fordringen gäller i det fartyg som är föremål för kvarstad eller liknande säkerhetsåtgärd (arrest).[2]